# Carambola, filotto... tutti in buca
Carambola, filotto... tutti in buca è un film italiano del 1975, diretto da Ferdinando Baldi. È il secondo film della coppia Paul L. Smith e Michael Coby (nata come imitazione della coppia Bud Spencer e Terence Hill) ed è il sequel di Carambola.

## Trama
Stati Uniti, ultimi anni della conquista del West. Le macchine fanno le prime timide apparizioni. Len e Coby, due vagabondi, rubano ai nordisti un sidecar con mitragliatrice. L'oggetto è anche nelle mire di Ward e del Supremo, due delinquenti. Intanto i nordisti recuperano il mezzo e incarcerano Coby. Len, travestito da ufficiale, riesce a farlo uscire e anche a recuperare il sidecar. Inseguiti dai soldati, nonché da Ward, dal Supremo, da una pazza zitella, dallo sceriffo e dal suo vice, i due seminano tutti. Ma ci penseranno le rapide di un fiume a metterli definitivamente nei guai.

## Produzione
Nella versione italiana, hanno lo stesso doppiaggio di Terence Hill e Bud Spencer ovvero gli attori Glauco Onorato (il quale, essendo anche attore nel film, viene doppiato per l'occasione da Sergio Fiorentini) e Pino Locchi.

Il tema musicale del film, Coby e Len e Sky's motorbike, è cantato dal gruppo dei Dream Bags.